# Formosa do Sul
Formosa do Sul est une ville brésilienne située dans la mésorégion Ouest de Santa Catarina, dans l'État de Santa Catarina.

## Géographie
Formosa do Sul se situe par une latitude de 26° 38' 49" sud et par une longitude de 52° 47' 39" ouest, à une altitude de 500 mètres. Sa population était de 2 601 habitants au recensement de 2010. La municipalité s'étend sur 100 km2.
Elle fait partie de la microrégion de Chapecó, dans la mésorégion Ouest de Santa Catarina.

## Villes voisines
Formosa do Sul est voisine des municipalités (municípios) suivantes :
- Irati
- Jardinópolis
- Novo Horizonte
- Quilombo
- Santiago do Sul
- São Lourenço do Oeste